# ローラン・デル・コロンボ
ローラン・デル・コロンボ（Laurent Del Colombo　1959年4月27日- ）はフランスの柔道選手。階級は95kg超級。身長193cm。体重116kg。

## 人物
1978年のヨーロッパジュニア95kg超級で2位になると、世界学生では3位となった。1981年のフランス国際で2位、ヨーロッパ選手権では3位になった。1983年の地中海競技大会無差別では優勝した。1984年のフランス国際では2位だった。ロサンゼルスオリンピックでは無差別の準決勝で世界チャンピオンの山下泰裕と対戦すると、山下の肉離れした右足を攻め立てて払腰で効果を取るも、大内刈と横四方固の合技で逆転負けした。3位決定戦でも西ドイツのアルトゥル・シュナーベルに敗れてメダルを獲得できなかった。なお、山下が技によるポイントを取られたのは1978年の嘉納杯無差別2回戦でソ連のアレクセイ・チューリンに大内刈を透かされて効果を取られて以来6年ぶりのこととなった。外国選手に仕掛けられた技でポイントを取られたのは今回が初めてだという。続く世界学生では3位になった。1985年の世界選手権では5位だった。1987年の世界選手権では無差別で7位にとどまり、1988年のソウルオリンピックには出場できなかった。1989年のフランス国際では優勝するも、フランス語圏競技大会では2位、世界選手権では7位だった。

## 主な戦績
- 1975年 - ヨーロッパカデ　重量級　3位
- 1977年 - ヨーロッパジュニア　3位
- 1978年 - 世界学生　3位
- 1978年 - ヨーロッパジュニア　2位
- 1981年 - フランス国際　2位
- 1981年 - ヨーロッパ選手権　3位
- 1983年 - 地中海競技大会　無差別　優勝
- 1984年 - フランス国際　2位
- 1984年 - ロサンゼルスオリンピック　無差別　5位
- 1984年 - 世界学生　3位
- 1985年 - 世界選手権　5位
- 1987年 - 世界選手権　無差別　7位
- 1989年 - フランス国際　優勝
- 1989年 - フランス語圏競技大会　2位
- 1989年 - 世界選手権　7位

(出典)。